# Имперское аббатство Корнелимюнстер

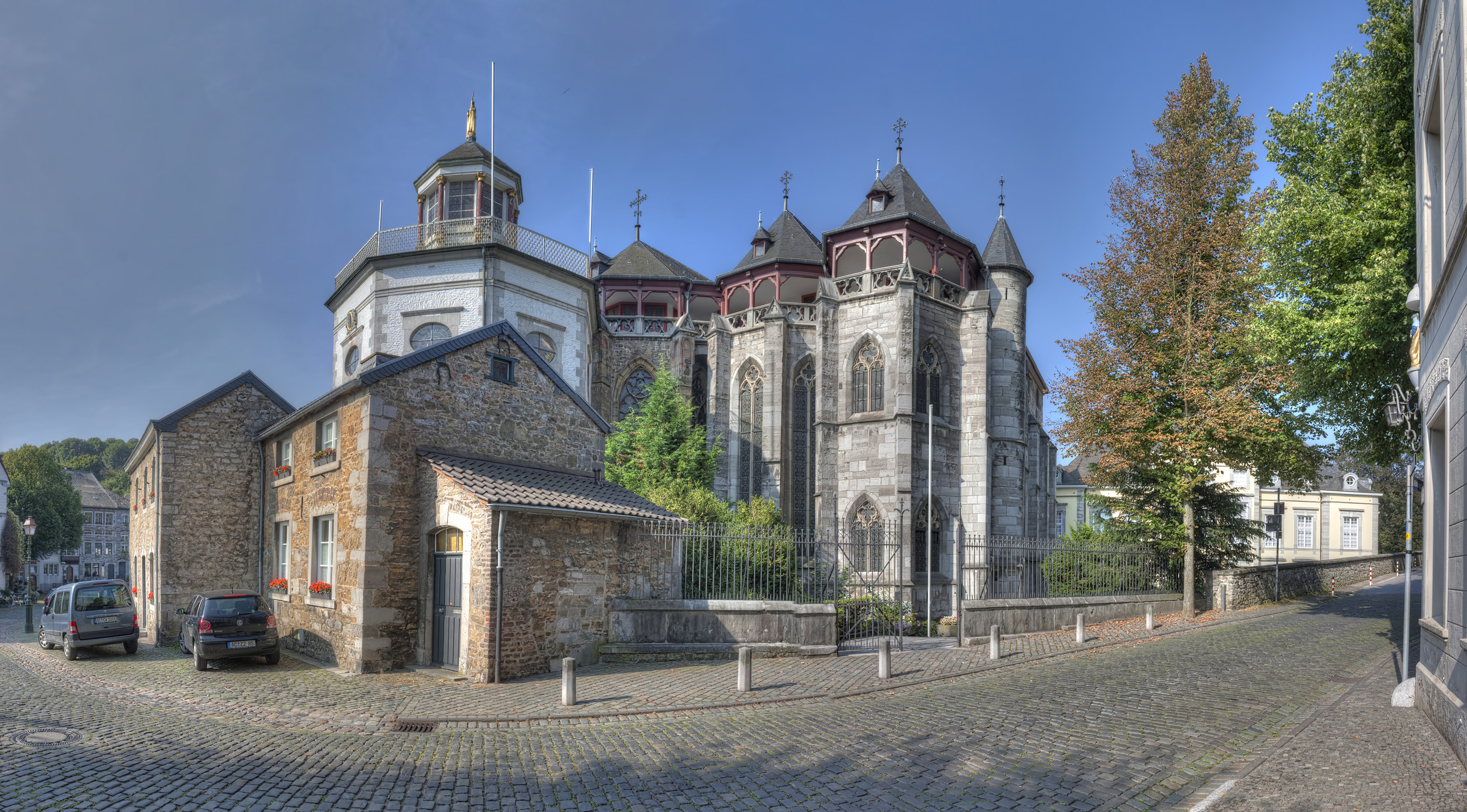
Церковь аббатства

Аббатство Корнелимюнстер (нем. Benediktinerabtei Kornelimünster), также известное как аббатство святого Бенедикта Анианского и папы Корнилия, является бенедиктинским монастырем. Аббатство находится в городе Ахен (в районе Корнелимюнстер/Вальхайм), федеральная земля Северный Рейн-Вестфалия, Германия.

## История
Монастырь был основан в 814 году на реке Инде Бенедиктом Анианским, советником императора Людовика Благочестивого (преемник Карла Великого). Монастырь вначале был известен как «Монастырь Спасителя на Инде». В середине IX века монастырь получил статус имперского аббатства («Reichsunmittelbar») и значительные территории, а также библейские реликвии: набедренную повязку, сударь и две накидки.
В 875 году одна из реликвий была обменена на голову мученика папы Корнелия, после чего аббатство стало известно как Sancti Cornelii ad Indam, а позже — Корнелимюнстер. (Полное официальное название нынешнего монастыря — аббатство святого Бенедикта Анианского и папы Корнилия).
В XII веке священник из Ахена составил знаменитый Тафельгютерферцайхнис (Tafelgüterverzeichnis) - реестр имперских имений и того, что они были обязаны имперскому двору. Этот документ — одно из самых ранних свидетельств масштаба немецкого императорского казначейского управления.
В 1500 году имперское аббатство (Reichsabtei) Корнелимюнстера вошло в Вестфальский округа .
В 1802 году территория Корнелимюнстера перешла под власть Франции, и аббатство было распущено в результате секуляризации. Церковь аббатства стала приходской церковью, а оставшиеся здания аббатства перешли в собственностью земли Северный Рейн-Вестфалия. В 1815 году Корнелимюнстер стал частью королевства Пруссия и района Ахена.

## Возрождение
Монастырь был восстановлен бенедиктинцами в 1906 году на другом месте, в западной части Корнелимюнстера и до сих пор действует как часть Конгрегации Subiaco Cassinese. Это внепровинциальный монастырь, подчиненный настоятелю-президенту Конгрегации. По состоянию на 2009 год в Корнелимюнстере находилось девять монахов.